# TKM-Ebola
TKM-Ebola (synonym Ebola-SNALP) ist ein experimenteller Arzneistoff aus der Gruppe der RNAi-Therapeutika gegen das Ebolavirus.

## Eigenschaften
TKM-Ebola ist eine Mischung von siRNA an Liposomen, die nach Anwendung zu einer in vivo Transfektion führt, bei der die RNA in Zellen aufgenommen wird. Die RNA bindet an das Genom von Ebolaviren und löst eine RNA-Interferenz gegen diese Sequenzen aus. TKM-Ebola wurde von Tekmira Pharmaceuticals Corp. entwickelt. Im Januar 2014 wurde eine Phase-I-Studie begonnen, die jedoch im Juli 2014 von der Food and Drug Administration als on hold eingestuft und unterbrochen wurde, da bei Probanden grippeähnliche Symptome auftraten. Im August 2014 wurde der Status auf on partial hold geändert, was eine Verwendung unter Compassionate-Use-Bedingungen erlaubt. Im Jahr 2015 wurde die klinische Studie mit TKM-Ebola in Port Loko aufgrund einer mangelnden Wirksamkeit abgebrochen, die auf die ältere Version der Formulierung von TKM-Ebola und das Studiendesign zurückgeführt wurde.